# Quần đảo Daitō

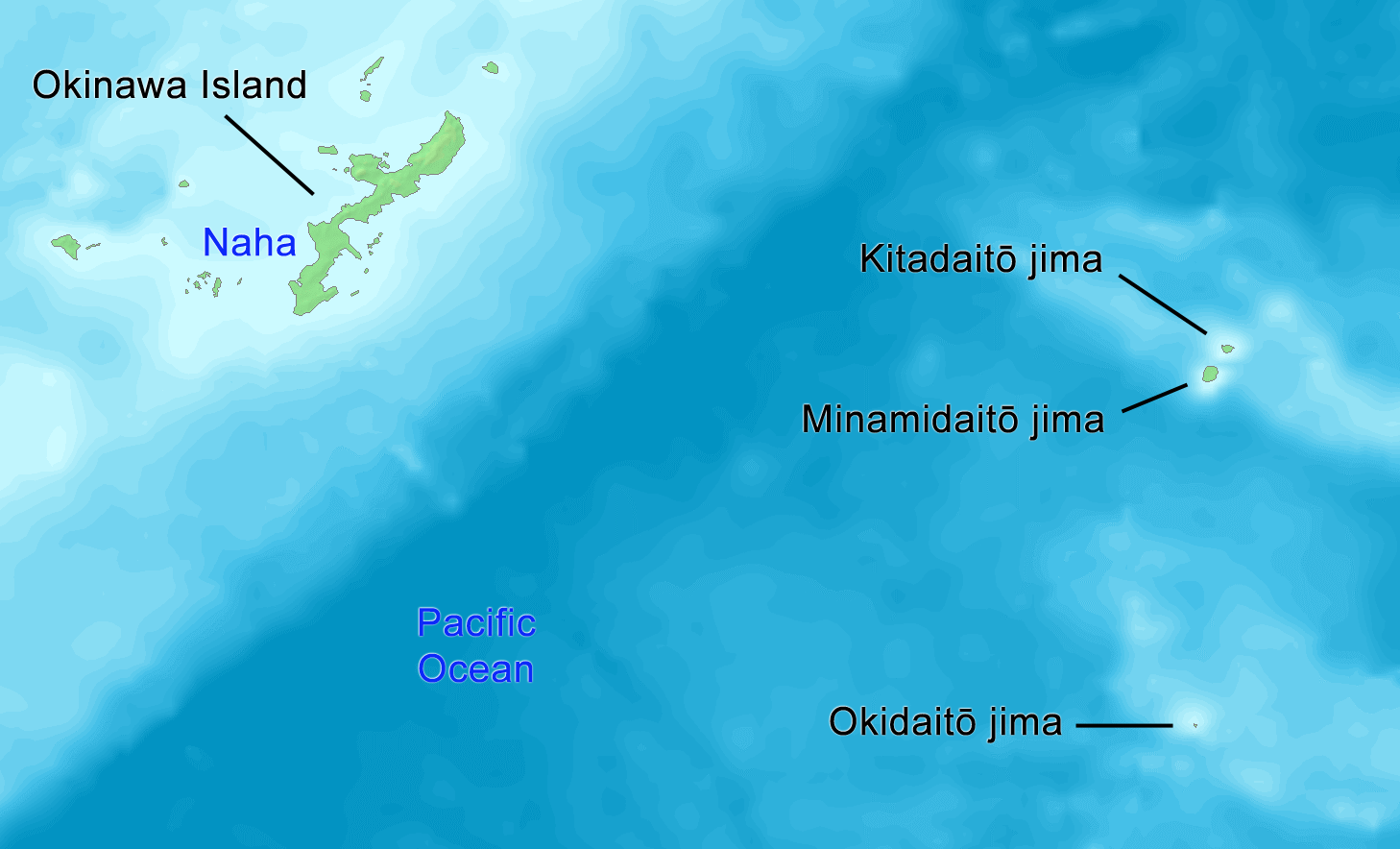
Map of Daito Islands

Quần đảo Daitō (大東諸島 Daitō Shotō, Hán Việt: Đại Đông Chư đảo, Okinawa: Ufuagari; hay quần đảo Borodino) là ba hòn đảo cách Đảo Okinawa 217 mi (350 km) về phía đông. Từ bắc xuống nam, các đảo là:
| Tên đảo      | Kanji    | Romaji            | Diện tích  | Dân số |
| ------------ | -------- | ----------------- | ---------- | ------ |
| Kitadaitō    | 北大東島 | Kita Daitō-jima   | 12,71 km²  | 700    |
| Minami Daitō | 南大東島 | Minami Daitō-jima | 30,57 km²  | 1.400  |
| Oki Daitō    | 沖大東島 | Oki Daitō-jima    | 1,147 km²  | 0      |
|              |          |                   | 44,427 km² | 2.100  |

Tất cả các hòn đảo vốn không có người cư trú cho đến Thời kỳ Minh Trị, khi dân cư từ những nơi khác của Nhật Bản di cư đến đây.

## Nhóm đảo
- Quần đảo Ryukyu
  - Ryūkyū Shotō (Tỉnh Okinawa)
    - Quần đảo Daitō
      - Kitadaitō
      - Minami Daitō
      - Oki Daitō

Kita, minami, và oki lần lượt có nghĩa là "bắc," "nam," và "xung đại" (xa khơi) trong khi daitō nghĩa là "đại đông."

## Hành chính
Quần đảo Daitō gồm hai khu tự quản Quận Shimajiri (島尻郡; -gun) của Okinawa:
- Kitadaitō
- Minami Daitō

Đảo không người ở Oki Daitō là một phần của khu tự quản Kitadaitō mặc dù gần đảo Minami Daitō hơn.